# 小諸そば

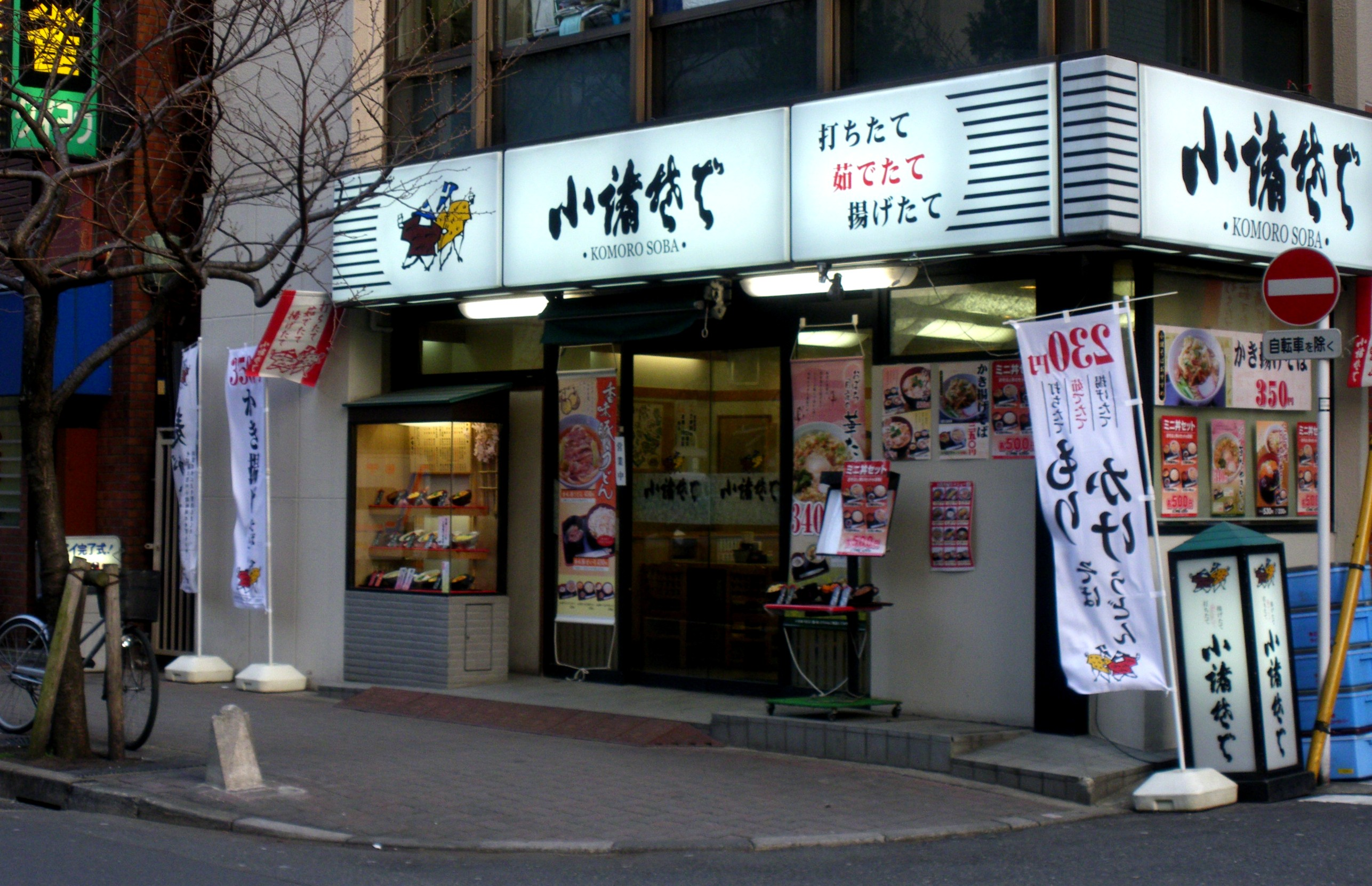
小諸そば・神田駿河台店

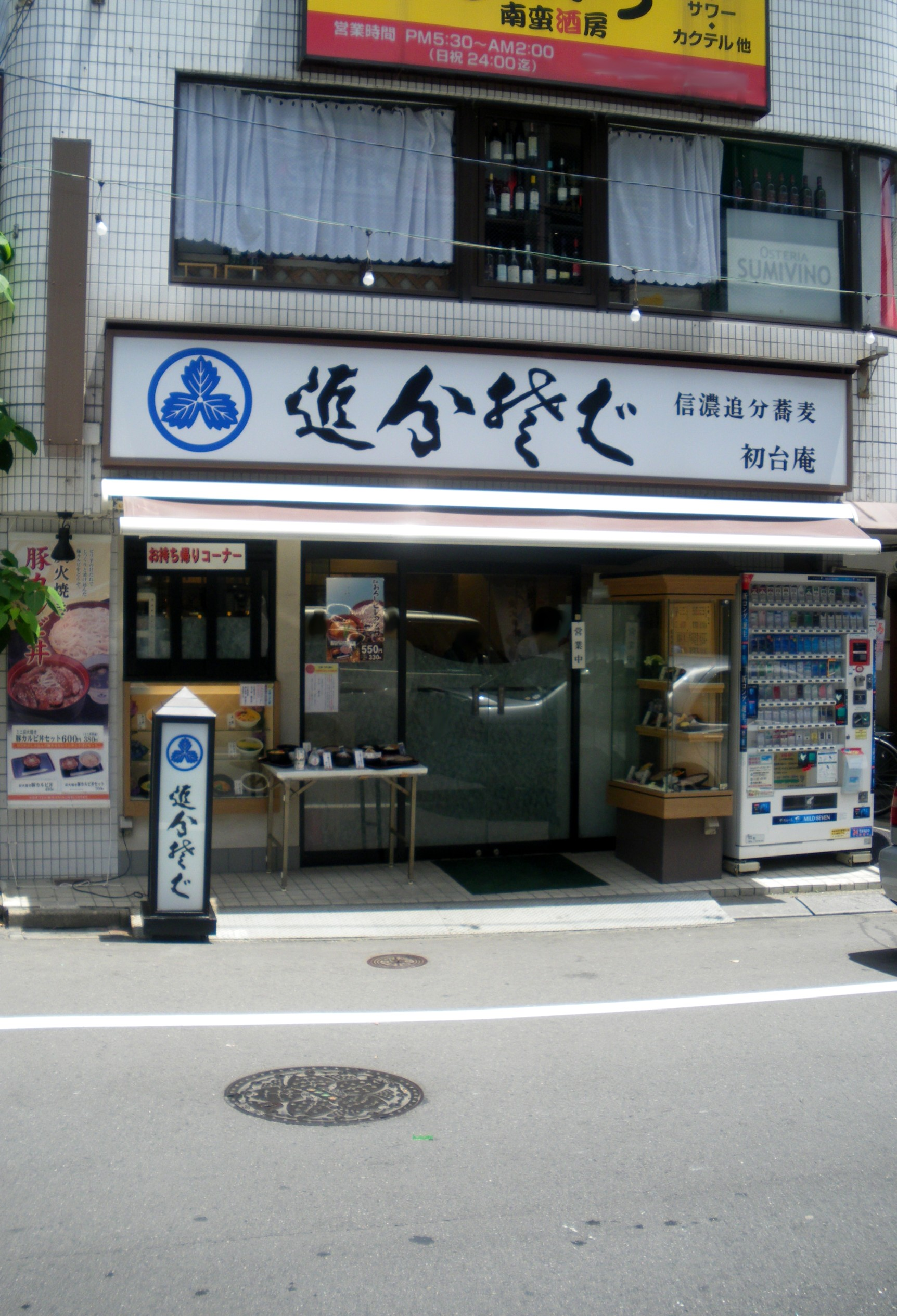
追分蕎麦 初台庵

小諸そば（こもろそば）は株式会社三ッ和が東京都を中心に展開している立ち食いそば・うどんチェーン店である。

## 概要
1953年11月に東京都中央区で食品小売店として設立。その後、スーパーや給食事業、製麺事業など展開し、1974年に東京・京橋で立ち食いそば「小諸そば」一号店を開店する。
2016年9月現在84店舗を展開しているが、その内64店舗が東京都内の港区・千代田区・中央区に集中している。この3区では狭い範囲に複数店舗を展開しており、例えば秋葉原店と末広町店は中央通りを挟んでほぼ真向かいに立地していた(2025年現在、どちらもすでに閉店済み)。
社名・店名に「小諸」と入っているが長野県の小諸市に店舗はない。市から小諸産の蕎麦粉の使用を持ちかけられたことがあるが、コスト上の問題で謝絶した。市内に自社畑を有しソバの栽培を行っており、店舗内に小諸市の観光パンフレットを置いたり、配送車両に小諸市の観光ラッピング広告を打つといった協力関係はある。

## 沿革
- 1953年11月 - 資本金100万円で東京都中央区に食品小売店として開店。
- 1960年4月 - 墨田区菊川2丁目にスーパーマーケット開店。
- 1961年4月 - 味噌、醤油、食料品の卸部を開設。
- 1966年11月 - 給食事業部・墨田営業所開設。
- 1970年8月 - 製麺事業部・東雲営業所を開設。
- 1974年8月 - 小諸そば株式会社を設立、スタンドそば1号店京橋店オープン。
- 1975年11月 - 総合食品工場開設（延面積1,000㎡）、全自動のライスセンター開設。製麺工場の自動化完成。
- 1976年7月 - 三ッ和グループ本部を設立。
- 1978年7月 - 株式会社豊島三ッ和を設立、給食センターを開設。
- 1979年10月 - 小諸そばのFC展開を積極的に始める。株式会社新橋武蔵を社員に“のれん分け”し、パートナーチェーン第1号となる。
- 1984年
  - 3月 - 流通センター千石倉庫完成。
  - 5月 - ライスセンター・製麺工場新増設完了。
- 1985年
  - 3月 - 食品加工・平野工場完成。
  - 3月 - 三ッ和フーズ株式会社を設立し、生産部門が独立する。
- 1987年
  - 9月 - 嵯峨野大型工場（延600坪）、中央区月島に完成。中央営業所・ケータリング・洗浄センターが移転。
  - 11月 - 創立35周年を記念して小諸市に1000万円寄付。
- 1988年3月 - 嵯峨野渋谷営業所3階建ビル完成。
- 1992年11月 - 三ッ和フーズ東雲第2工場完成。
- 1993年4月 - 小諸そば50号店、東京駅前店オープン。
- 1994年10月 - 日経国連際協力センターより、アジア諸国労務担当者教育研修受入開始。
- 1996年10月 - 4社合併、株式会社三ッ和に統合。
- 1999年2月 - 新業態「信濃庵」1号店を東陽町にオープン。
- 2000年8月 - カウンター形式の小諸そば神田駿河台店オープン。
- 2002年
  - 3月 - 第1回「海外自己啓発研修」をサンフランシスコで実施。
  - 5月 - ライスファクトリーが「HACCP」を取得。
  - 10月 - 創立50年を迎える。
- 2003年
  - 11月 - 創立50周年記念式典及び祝賀会を新高輪プリンスホテルにて実施。
  - 12月 - 創立50周年記念第5回ハワイ旅行招待（12～4月）。
- 2004年11月 - 今後10年間の「夢」創り「ビジョン10（テン）」スタート。
- 2005年7月 - 北越谷にて郊外ロードサイド店そば茶屋小諸オープン。
- 2006年4月 - 追分そば「初台庵」オープン。
- 2007年9月 - エドアルト・ガウグラー教授を招き、パートナーシャフト経営講習会実施。
- 2008年
  - 11月 - 創立55周年記念式典及び祝賀会をザ・プリンスホテル パークタワー東京にて実施。
  - 12月 - 創立55周年記念第6回ハワイ旅行招待（12～7月）。
- 2009年1月 - 第10回「海外自己啓発研修」をシアトルで実施。
- 2014年
  - 10月 - 生産事業部　新加工工場稼働。
  - 11月 - 創立60周年記念　第7回ハワイ旅行招待（11～3月）。
- 2015年
  - 1月 - 新工場「嵯峨野第一工場」が江東区東雲に完成。
  - 2月 - 生産事業部　洗浄センター稼働。
- 2016年
  - 3月 - パートナーシャフト交歓会をザ・プリンスホテル パークタワー東京にて実施。
  - 11月 - 第5回「海外自己啓発フォローアップ研修」をロサンゼルスで実施。
- 2017年
  - 8月 - 小諸そばリブランディング店舗　鎌倉橋店リニューアルオープン。
  - 8月 - 長野県小諸市へグランドピアノ3台を寄贈。
- 2018年7月 - 長野県小諸市の自社畑にて　そば栽培を開始。
- 2019年2月 - 第18回「海外自己啓発研修」をロサンゼルスで実施。

## 特徴

### 店舗
店舗は駅近くの立地が多いが、東武鉄道の駅構内（新越谷駅・朝霞台駅）やホーム上（北千住駅）に店舗を構え、いわゆる駅そばとして営業する店舗もある。
基本は立ち食いの形態だが、多くの店舗で腰掛け可能な簡易椅子のあるテーブルも用意されている。上野広小路店や新宿一丁目店のように全席着席の店舗も存在する。
営業日、営業時間は店舗によって異なるが、深夜・早朝は営業していない。また、会社員を客層のターゲットにしてオフィス街に立地する店舗も多いため、日曜日やお盆・年末年始などが休みもしくは短縮営業の店舗も多い。

### メニュー
かけ系統のメニューの場合、少量の青菜と蒲鉾がついてくる（冬季は柚子の皮もついてくる）形で、せいろ系では一切付かない。ネギはカウンターに置いてある容器に入っており、客が好きな分量だけ自分で入れる方式をとっている（但し閑散時間や夏季などネギ不作期はセルフ盛を中止して小皿盛で提供する店舗もある）。
カウンターに置いてある薬味は、一般的な七味唐辛子の他に、前述のネギ、自社製造の柚子七味、せいろ系メニュー向けのわさび、更に梅漬けがある。
そば湯はせいろ系にはもれなく付ける店と、カウンターにポットを設置してセルフサービスにしている店と店舗によって対応が異なる。
蕎麦の場合、生そばを茹で上げている。つゆも店舗毎で独自に調整している。温かいうどんを注文するとつゆは関西風になる。トッピングの天ぷらは店内で揚げている。
商品のテイクアウトも可能。また、自宅で調理できるよう未調理の蕎麦・つゆのセット商品の販売も取り扱っている。特に年末には年越し蕎麦用としてポスターが掲示される。